# Kryds og bolle
I kryds og bolle er der to deltagere, der spiller med henholdsvis kryds og bolle. 
Brættet er ni felter (3×3), og hver spiller skiftes til placere en kryds/bolle. Den der først når tre på stribe vinder. Spillet afsluttes senest når alle felter er udfyldt eller man kan nøjes med tre brikker hver, således at man efter at have sat den tredje brik skiftes til at flytte en af sine egne brikker.
Hvis begge spillere spiller bedst muligt, vil spillet altid ende uafgjort, dvs. ingen af spillerne opnår tre på stribe.
Der findes forskellige udvidelser af spillet:
- tredimensionelt, hvor man spiller i en 4×4×4 kubus og skal have fire på stribe for at vinde.
- 5 på stribe, hvor brættet er uendeligt stort, men man skal have 5 på stribe for at vinde.
- 5 på stribe spillet på et gobræt med 19×19 linjer, kaldes (blandt andet) gomoku.
- Fire på stribe er meget lig kryds og bolle